# Agrupación de los Cuerpos de la Administración de Instituciones Penitenciarias
La Agrupación de los Cuerpos de la Administración de Instituciones Penitenciarias (ACAIP), es un sindicato español que defiende desde 1990 los intereses de los empleados públicos penitenciarios. En 2019 se produce su afiliación como sindicato independiente a la organización sindical FeSP-UGT.

## Nombre
Originalmente se denominó Agrupación del Cuerpo de Ayudantes de Instituciones Penitenciarias, ya que surgió para defender los intereses de los funcionarios de prisiones con nivel básico, pero cambió su nombre al ampliar su campo de actuación en defensa de todos los colectivos de la institución penitenciaria. Hoy día, cuenta en la actualidad con casi 10 000 afiliados en la Institución Penitenciaria, siendo el sindicato mayoritario en el ámbito penitenciario de forma continuada desde las elecciones sindicales de 1992.

## Historia
ACAIP surge de forma espontánea frente al modo de actuación de los sindicatos de clase españoles, que según la propia ACAIP no respondieron a las necesidades reales de los trabajadores de prisiones españoles (hacinamiento en las prisiones españolas, falta de formación impartida por la administración, amenaza terrorista de la banda ETA, que consideraba a los funcionarios de prisiones objetivo prioritario). ACAIP se afilió como sindicato independiente a la Confederación Sindical USO.
El 2 de abril de 2019 se publica en el Boletín Oficial del Estado la Resolución de la Dirección General de Trabajo por la que se anuncia el depósito de la afiliación del sindicato denominado "Agrupación de los Cuerpos de la Administración de Instituciones Penitenciarias", en siglas ACAIP, con número de depósito 99004784 (antiguo número de depósito 7880) a la organización sindical denominada "Federación de Empleadas y Empleados de los Servicios Públicos de UGT", en siglas FeSP-UGT con número de depósito 99002408 (antiguo número de depósito 12/83).